# Magnet (Allier)
Magnet ist eine französische Gemeinde mit 1.046 Einwohnern (Stand 1. Januar 2022) im Département Allier in der Region Auvergne-Rhône-Alpes (vor 2016 Auvergne). Sie gehört zum Arrondissement Vichy und zum Kanton Saint-Pourçain-sur-Sioule.

## Geografie
Magnet liegt etwa 13 Kilometer nordnordöstlich von Vichy. Umgeben wird Magnet von den Nachbargemeinden Saint-Félix im Nordwesten und Norden, Saint-Gérand-le-Puy im Norden, Périgny im Nordosten und Osten, Saint-Étienne-de-Vicq im Südosten und Süden, Bost im Süden sowie Seuillet im Südwesten und Westen.
Auf dem Gemeindegebiet befand sich der Bahnhof Saint-Gérand-Le Puy-Magnet an der Bahnstrecke Moret-Veneux-les-Sablons–Lyon-Perrache, der nicht mehr bedient wird.

## Bevölkerungsentwicklung
| Jahr                       | 1962 | 1968 | 1975 | 1982 | 1990 | 1999 | 2006 | 2013 | 2019 |
| Einwohner                  | 733  | 722  | 611  | 592  | 656  | 694  | 741  | 894  | 1020 |
| Quellen: Cassini und INSEE |      |      |      |      |      |      |      |      |      |

## Sehenswürdigkeiten
- Kirche Saint-Vincent-de-Paul aus dem 12. Jahrhundert
- Schloss Noailly, seit 1933 Monument historique

Siehe auch: Liste der Monuments historiques in Magnet (Allier)

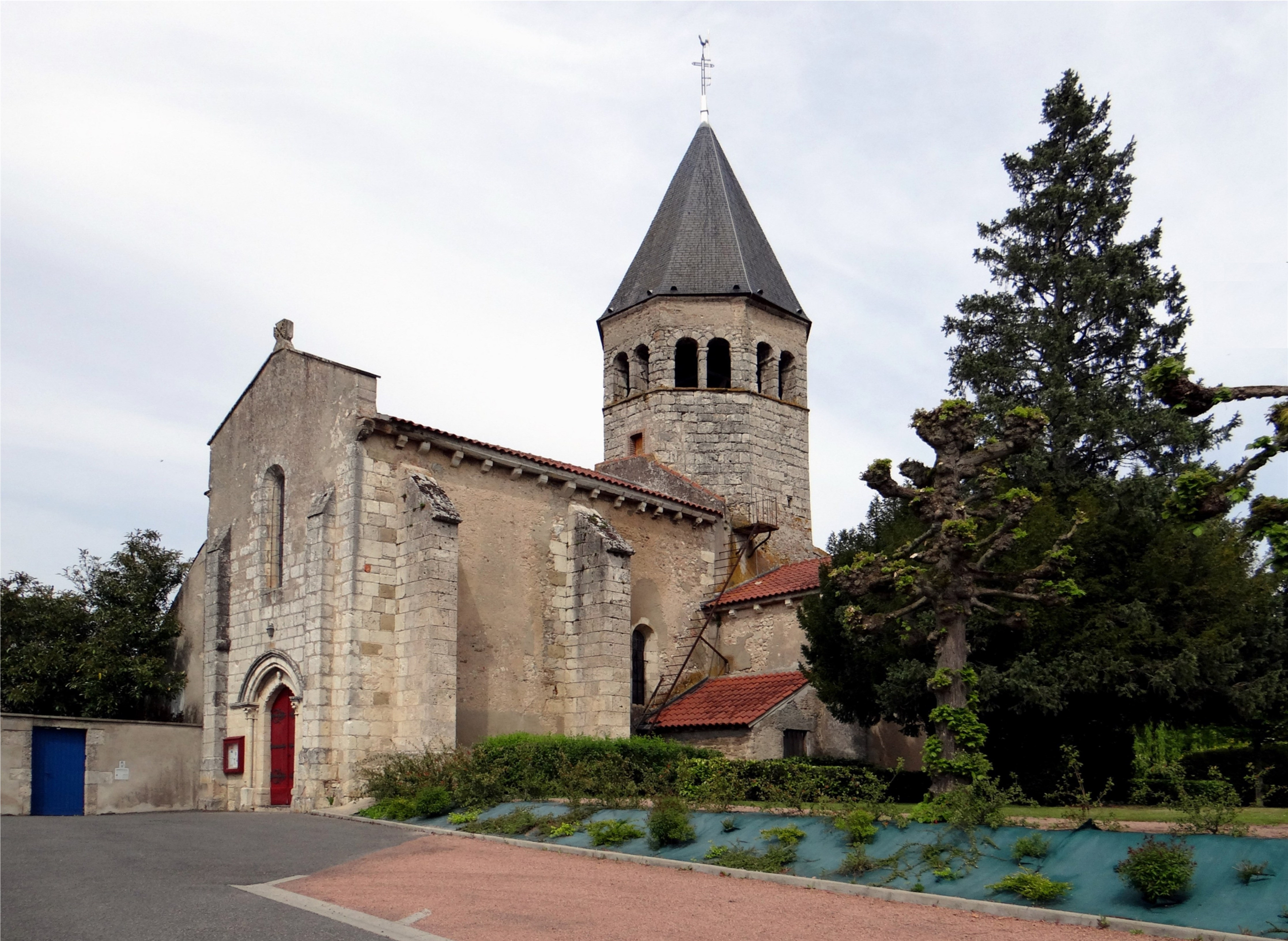
Kirche Saint-Vincent-de-Paul

## Persönlichkeiten
- Roger Buchonnet (1926–2002), Radrennfahrer